# Sora no Iro, Mizu no Iro
Sora no Iro, Mizu no Iro (そらのいろ、みずのいろ?  lit. Color del Cielo, Color del Agua), conocida también SoraMizu (そらみず?), es una novela visual eroge, originalmente lanzada por la compañía Ciel el 25 de junio de 2004, siendo adaptada luego a una OVA hentai de dos episodios, producidas por Himajin.

## Argumento
La historia gira en torno a dos jóvenes estudiantes de secundaria, con la introducción de Asa Mizushima (水島朝?), una estudiante transferida que pronto se une al club de natación para distraerse del divorcio de sus padres. Ella se enfrenta a Hajime Saisho (最所弌?), un engreído estudiante de secundaria, que coquetea con otras estudiantes para que se acuesten con él. Su siniestra lujuria está enmascarada por persuadir a Asa a través de la fotografía capturando su belleza, que ella logra apreciar, pero no al principio. Natsume Sorayama (水島朝?), la segunda chica, que parece ser más joven que los otros dos personajes, tiene interés en la jardinería. Ella oye una conversación entre Asa y Hajime mientras estaba escondida en un jardín de girasoles convenientemente al lado de la piscina del club. Mientras ellos se encuentran en actividad sexual, una vez más, Natsume decide participar por su propia voluntad. Las dos jóvenes discuten luego su relación con Hajime en una aguas termales, y Natsume afirma que su interés amoroso por Hajime ha durado durante algún tiempo, antes de la llegada de Asa.

## Personajes
Hajime Saisho (最所弌 Saisho Hajime)?, (Seiyū: Suzumura Kenichi)
Protagonista masculino. Miembro del equipo de natación.
Asa Mizushima (水島朝 Mizushima Asa)?, (Seiyū: Miya Serizono)
Estudiante femenina transferida. Miembro del equipo de natación.
Natsume Sorayama (空山菜摘芽 Sorayama Natsume)?, (Seiyū: Miru)
Chica de trenzas. Le gusta la jardinería.

## Juego

### Personal
- Guion: Usoya Sasaki Kibito
- Diseño de personajes e ilustraciones: Tony Taka
- Fondos: Unspeakable
- Música: Hiroki Kikuta

Tema musical: Sora no Iro, Mizu no Iro (そらのいろ、みずのいろ?)
(Letras: rie kito, compuesto pot Hiroki Kikuta e interpretado por rie kito)

## OVA
La adaptación a OVA de Sora no Iro, Mizu no Iro, se encuentra disponible en DVD en 2 episodios, durando cada uno alrededor de 30 minutos. Producido por Himajin, el diseño de personajes y director de animación en jefe estuvo a cargo de Kazuya Kuroda, mientras que el primer episodio fue supervisado por Takeo Takahashi.

### Episodios
- Primer volumen: Dame …… Kikoe Chau (ダメ……聞こえちゃう?)(lanzado el 28 de julio de 2006)
- Segundo volumen: Watashi mo …… Shite Ageru (わたしも……してあげる?) (lanzado el 27 de junio de 2008)[1]

### Personal
- Planificación: Kokan Mori
- Productor: Sakura Momoi
- Guion: Kaoru Takahashi
- Supervisión y guion gráfico: Takeo Takahashi
- Diseño original de personajes: Tony Taka
- Diseño de personajes y director de animación en jefe: Kazuya Kuroda
- Música: Hiroki Kikuta

Tema musical: Mienai Katachi (みえないかたち?)
(Letras: rie kito, compuesto pot Hiroki Kikuta e interpretado por rie kito)
- Animación, producción y distribución: Himajin